# Parafia Matki Bożej Anielskiej w Warszawie (Radość)
Parafia Matki Bożej Anielskiej – parafia rzymskokatolicka należąca do dekanatu anińskiego, diecezji warszawsko-praskiej, metropolii warszawskiej Kościoła katolickiego, w Warszawie, z siedzibą w osiedlu Radość przy ul. Wilgi 14. Jest obsługiwana przez księży diecezjalnych.

## Historia
Parafia została erygowana w 1931. 

### Kościół parafialny
Kościół parafialny został zbudowany w latach 30. XX wieku.

### Cmentarz
Do parafii należy cmentarz parafialny przy ul. Izbickiej w Radości.

## Wspólnoty i ruchy duszpasterskie
- Schola dziecięca i młodzieżowa
- Ministranci
- Bierzmowani
- Ruch Rodzin Nazaretańskich
- Grupa Odnowy w Duchu Świętym Przemienienie
- Żywy Różaniec
- Zespół Parafialny Caritas
- Ruch Apostolski Rodzina Rodzin
- Domowy Kościół